# Walla Crag
Walla Crag est un fell (nom local des collines) en Angleterre dans le Lake District, près de Keswick en Cumbria. Le fell est accessible par un court sentier partant de Keswick. Il offre, sur sa façade occidentale, une vue sur le lac Derwentwater et, au-delà, sur Keswick.

## Géographie

### Topographie
Walla Crag est la falaise terminale située à l'extrémité d'une courte crête venant de Bleaberry Fell (en) au nord-ouest et présentant un aplomb d'environ 120 mètres. À son pied, se trouvent des pentes raides avant que la pente ne s'adoucisse vers le rivage de Derwentwater. Le versant est très boisé — principalement avec des conifères — presque jusqu'au sommet. Les arbres descendent à travers Great Wood jusqu'au lac. Walla Crag a une brèche majeure, Lady's Rake, qui n’est pas une voie d’ascension recommandée.

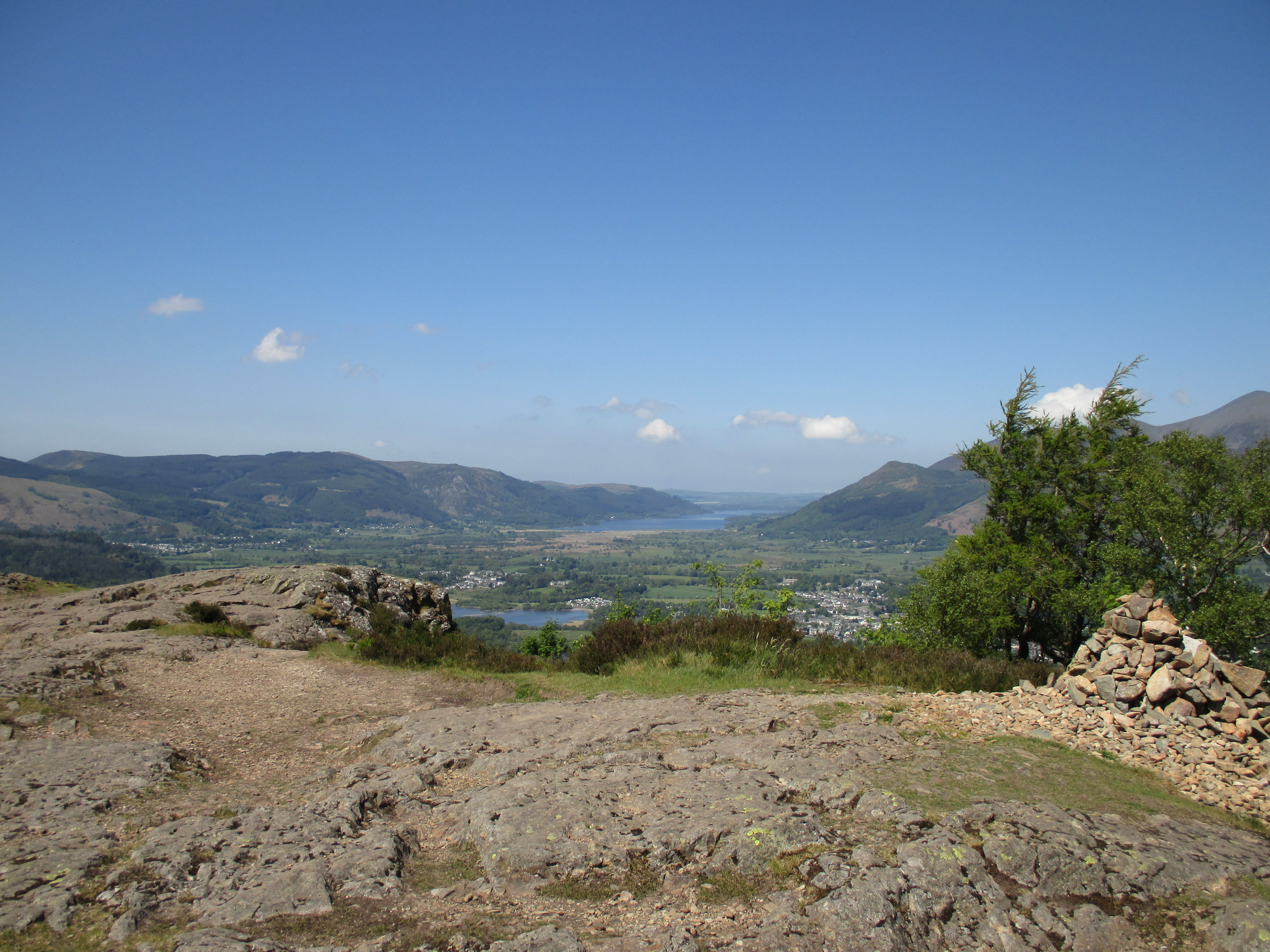
Le sommet de Walla Crag.

Le sommet se situe un peu en retrait du bord de la falaise. Le plateau sommital est couvert de bruyères puis retombe dans la vaste dépression de Low Moss. Au-delà, le terrain remonte à Bleaberry Fell. Le ruisseau Cat Gill constitue la bordure méridioale de la montagne et s'écoule vers l'ouest de Loss Moss jusqu'au lac. Il sépare Walla Crag de son voisin Falcon Crag, populaire auprès des alpinistes. Le ruisseau Brockle Beck coule vers le nord depuis Low Moss, avant de tourner vers l'ouest pour pénétrer dans le lac Derwentwater, dans la baie Strandshag.

### Géologie
Le rocher laisse apparaître les laves andésites plagioclase-phyriques de la formation de Birker Fell (en). La zone sommitale est recouverte de dépôts glaciaires.

## Ascension
Walla Crag peut être gravi par une marche d'une demi-journée depuis Keswick en passant par Brockle Beck, Great Wood ou Cat Gill. Il existe aussi un sentier balisé dégagé à partir de Bleaberry Fell.
Le sommet est marqué par un grand cairn. Il offre une vue sur les îles du nord du lac Derwentwater et la vallée de Keswick, ainsi que jusqu'à Borrowdale jusqu'aux High fells,.

Vue de Walla Crag vers le nord sur le fell Skiddaw, le lac Derwentwater et Keswick.

Jadis, les marcheurs des fells mémorisaient facilement l'altitude de Walla Crag car elle était mesurée à 1 234 pieds (376 m) (1-2-3-4), tout comme Scafell Pike qui culminait à 3 210 pieds (978 m) (3-2-1-0). Des travaux plus récents de l'Ordnance Survey ont rectifié la mesure de Walla Crag à une altitude de 1 243 pieds (379 m).